# Tomopteris polyglandulata
Tomopteris polyglandulata är en ringmaskart som beskrevs av Caroli 1932. Tomopteris polyglandulata ingår i släktet Tomopteris och familjen Tomopteridae. Inga underarter finns listade i Catalogue of Life.